# Зграда Градске народне библиотеке „Жарко Зрењанин”
Зграда Градске народне библиотеке „Жарко Зрењанин” у Зрењанину, налази се на главном градском тргу, у оквиру Старог језгра, као Просторно културно-историјске целине од великог значаја.
Зграда је подигнута, по пројекту непознатог аутора, последње деценије 19. века, за потребе редакције дневног листа „Торонтал”, када је била у власништву породице Брајер. Након Првог светског рата у приземљу су налазила чувена кафана „Шољом” власника Ђорђа Шољома. Након Другог светског рата је национализована, а од 1959. године је у зграду смештена Српска задружна штедионица. Од 1968. године у згради је смештена Градска народна библиотека „Жарко Зрењанин”. Пре тога, библиотека се налазила у приземној згради на обали Бегеја код „Малог моста”, на простору иза градског музеја.

## Архитектура зграде
Приликом адаптације за потребе библиотеке, згради је у потпуности измењен ентеријер, а осамдесетих година је адаптиран и тавански простор. Kонципирана је као угаона грађевина са наглашеном чеоном фасадом. Основа је правоугаона, са главном фасадом која излази на Трг слободе. Фасаде су веома богато декорисане елементима из еклектичког репертоара, а објекат је типични представник свога времена, саграђен у периоду када се широм Европе углавном градило у стилу академизма који се базирао на педантном преношењу елемената давно преживелих стилова. У случају зграде Градске библиотеке реч је о ренесансним стилским обрасцима, маниру који има бројне пандане у градителјској баштини Зрењанина. 